# Anusith Termmee
Anusith Termmee (tiếng Thái: อนุศิษฏ์ เติมมี) là một cầu thủ bóng đá người Thái Lan thi đấu cho câu lạc bộ Giải bóng đá Ngoại hạng Thái Lan Chainat Hornbill ở vị trí Thủ môn.

## Sự nghiệp quốc tế
Vào tháng 8 năm 2017, anh đoạt chức vô địch Bóng đá tại Đại hội Thể thao Đông Nam Á 2017 với U-23 Thái Lan.

## Danh hiệu

### Quốc tế
U-23 Thái Lan
- Sea Games  Huy chương Vàng (1); 2017
- Dubai Cup (1): 2017

U-21 Thái Lan
- Nations Cup (1): 2016